# Hysterium conigenum
Hysterium conigenum är en svampart som beskrevs av Schumach. 1803. Hysterium conigenum ingår i släktet Hysterium och familjen Hysteriaceae.   Inga underarter finns listade i Catalogue of Life.